# Förr visste jag precis
Förr visste jag precis är en svensk TV-serie på fem avsnitt ursprungligen visad i TV1 oktober–november 1974. Regissör och manusförfattare var Carin Mannheimer. Seriens huvudroller görs av Birgitta Palme och Stig Torstensson. Serien berättar om en ensamstående mammas problem med sina döttrar, sitt arbete som läkare och sitt kärleksliv i 1970-talets Göteborg.

## Handling
Anna är en 35-årig läkare som är bosatt i Göteborg. Hon är ensamstående med två döttrar och inleder ett förhållande med byggnadsarbetaren Bengt.

## Rollista
- Ingemar Carlehed - Ulf
- Irma Erixson - Patient
- Rune Jansson - Verner
- Ann Lundgren - Maud
- Margaretha Löwler - Gunilla
- Björn Melander - Lars
- Magnus Nilsson - Göran
- Ulla-Britt Norrman - Ingrid Andersson
- Gunilla Nyroos - Patient
- Birgitta Palme - Anna
- Ullacarin Rydén - Lilly
- Birgitta Stahre - Elisabeth
- Bo Swedberg - Sven-Erik
- Roland Söderberg - Erik
- Stig Torstensson - Bengt
- Elisabeth Wærner - Margit
- Wiveka Warenfalk - Patient
- Måns Westfelt - Mårten
- Iwar Wiklander - Hans
- Inga Ålenius - Patient